# A-do-Neves
A-do-Neves era, em 1747, uma aldeia da freguesia de São Miguel de Pinheiro, termo da vila de Mértola, comarca de Campo de Ourique, Arcebispado de Évora, na Província do Alentejo.